# Werner Schneeberger
Werner Schneeberger war ein Schweizer Sportschütze.

## Erfolge
Werner Schneeberger nahm an den Olympischen Spielen 1920 in Antwerpen in drei Disziplinen teil. Gemeinsam mit Eugene Addor, Joseph Jehle, Fritz Kuchen und einem weiteren Sportschützen mit Familiennamen Weibel belegte er im Mannschaftswettbewerb mit dem Armeegewehr über die kombinierte 300- und 600-Meter-Distanz hinter der US-amerikanischen und der norwegischen Mannschaft den dritten Rang, womit er sich die Bronzemedaille sicherte. Mit 116 Punkten war Schneeberger dabei der beste Schütze der Mannschaft. Im Dreistellungskampf mit dem Freien Gewehr verpasste er in der Einzelkonkurrenz mit 947 Punkten zwar eine vordere Platzierung, erreichte in der Mannschaftskonkurrenz aber dafür ebenfalls den Bronzerang. Schneeberger war mit 947 Punkten der drittbeste Schütze der Schweizer Mannschaft, die neben ihm noch aus Gustave Amoudruz, Ulrich Fahrner, Fritz Kuchen und Bernhard Siegenthaler bestand.